# Continental Airlines London Masters
Continental Airlines London Masters — пригласительный снукерный турнир, проходивший в конце 80-х — начале 90-х годов в Англии.
Турнир представлял собой серию матчей в Лондонском Café Royal. Идея проведения такого соревановния принадлежала Бэрри Хирну, а спонсором стала компания Continental Airlines. Турнир проводился три сезона подряд, но ни разу не входил в официальный календарь мэйн-тура.

## Победители
| Сезон   | Победитель    | Финалист      | Счёт | Приз победителю |
| ------- | ------------- | ------------- | ---- | --------------- |
| 1988/89 | Стивен Хендри | Джон Пэррот   | 4:2  | £ 35 000        |
| 1989/90 | Стивен Хендри | Джон Пэррот   | 4:2  | £ 40 000        |
| 1990/91 | Стив Дэвис    | Стивен Хендри | 4:0  | £ 40 000        |